# Балаганские буряты
Балага́нские, или унги́нские буряты (бур. Балаганай буряадууд, Унгын буряадууд) — этнотерриториальная группа в составе бурятского этноса.
Расселены в долине реки Унги и её притоков, в среднем течении Оки, а также по западному берегу Ангары в Иркутской области.

## Родоплеменной состав
В состав балаганских бурят в XIX веке входили этнические группы, как букод (бухэд), булуд (болод), зунгар, ноёд, олзой, муруй, хулмэнгэ (хулмээнгэ), хогой (хоогой), онгой, онхотой, икинад, барай, холтубай, шарад (шарайд), боролдой, харануд, хангин, ашибагад (ашаабагад), тэртэ, тагна (хор-тагна), занги (зунги, зангей), янгуд, соленгуд (солингууд, солонгуд), хонхирад, готол, шарануд, ехэнуд, боронуд, зод, шолод, хонгодор, хотогойд, сартул (шарга-сартул и зэрдэ-сартул). В составе ноётов известны два подразделения: туман и зуман. В числе балаганских (унгинских) бурят А. А. Бадиевым также упоминаются следующие роды: зомод, бузагад, омог, шошолог (шошоолог), хэрбэд, наймадай.
В северной части расселены племена, входившие в XVII веке в икинатский племенной союз.
Осколки племён позднего монгольского происхождения, вышедшие сюда в XVIII веке, дисперсно расселены и в основном массиве.